# صلاح الدين دروزة
صلاح الدين نور الدين رضا دروزة (أبو النُور)، ولد في نابلس وعاش بين عامي (1966-2001) داعية وقائد عسكري وسياسي في حركة المقاومة الإسلامية (حماس) السياسية والعسكرية، ومؤسس الكتلة الإسلامية في جامعة القدس، سجن عدة مرات وكان مبعداً إلى مرج الزهور، إغتاله جيش الاحتلال الصهيوني.

## نشأته وتعليمه
ولد الشهيد صلاح الدين دروزة بتاريخ 16 محرم 1384 هـ الموافق 28/5/1964 في مدينة نابلس لأسرة معروفة بالتدين والتقى والصلاح، فوالده نور الدين دروزة هو أحد الوجوه الإسلامية المعروفة في نابلس واحد الدعاة الذين اشتعل الرأس فيهم شيبا لهموم الأمة ومعاناتها، وما إن أنهى صلاح دراسته في مدارس نابلس حتى التحق بكلية العلوم والتكنولوجيا (أبو ديس) في جامعة القدس لدراسة علم الأحياء، وهناك أسس في العام 1984 الكتلة الإسلامية وكان أميرها، وبعد تخرجه في العام 1986 تزوج صلاح الدين من مقدسية ورزق منها بستة أبناء هم: إباء ونور الدين وآلاء وعز الدين وأسماء ومحيي الدين.

## نشاطه الطلابي
قام الشهيد صلاح الدين دروزة بتأسيس الكتلة الإسلامية (الإطار الطلابي لحركة المقاومة الإسلامية (حماس) في جامعة القدس وكان اميرها.

## نشاطه العسكري والسياسي
كان قائدا يعمل بيده، وكان عضوا أساسيا في لجنة الطوارئ المشرفة على نشاطات حماس في الانتفاضة الأولى وكانت إحدى مهامه طباعة وتوزيع بيان حماس الدوري، ويذكر إخوانه في العمل الجهادي انه حين كانت قوات الاحتلال تفرض حظر التجول على نابلس أياما متواصلة وترفع الحظر ساعة أو ساعتين كان الناس يهرولون إلى الأسواق لشراء مستلزماتهم المعيشية الضرورية، لكن صلاح خلال تلك الساعة كان يطبع ويوزع بيان الحركة مما يذهل الاحتلال ويحظى بإعجاب سكان المدينة الذين يتعجبون من قدرة حماس على العمل في أصعب الظروف.

### في سجون الاحتلال الإسرائيلي
بدأت رحلة الشهيد صلاح مع سجون الاحتلال في العام 1989 حين اعتقل إداريا في سجن النقب نتيجة لنشاطه الواسع خلال الانتفاضة، ثم في العام 1990 حين اعتقل وتنقل بين عدة سجون صهيونية قبل أن يبعد مع 415 قائدا في حماس إلى مرج الزهور في جنوب لبنان بعد الضربات المتوالية التي وجهتها كتائب الشهيد عز الدين القسام للصهاينة وعلى رأسها اختطاف الجندي (نسيم طوليدانو) وتصفيته نتيجة تعنت الصهاينة ورفضهم إطلاق سراح أسرى فلسطينيين مقابل إخلاء سبيله.
وخلال تواجده في السجن أو في الإبعاد كان صلاح يخدم إخوانه ويتحرك ولا يقف أبدا موقف المتفرج على الأحداث بحجة أن هناك من يقوم بحمل العبء بل كان دوما مبادرا معطاء وفي كل الميادين.
وخلال مسيرته الاعتقالية عرف بسيرة اعتقالية مشرّفة، فقد كان ممثلا للأسرى أمام إدارات السجون ذا مواقف صلبة يسعى دوما لانتزاع الإنجازات وتحصيل المكاسب للحركة الاعتقالية ساعده في ذلك إيمانه العميق بقضيته وقضية الأسرى وقوة الشخصية التي كان يمتلك وإتقانه الشديد للغة العبرية، كما عرف بتحديه للسجانين في أقبية التحقيق وعناده الشديد أمام أساليب بطشهم وإغرائهم على السواء.
لم يقتنع صلاح بعد عودته من مرج الزهور بالاكتفاء بعمله السياسي والجماهيري والتثقيفي على أهمية هذه المجالات وفضل العاملين فيها في تأجيج الصراع والمقاومة، لكن طموح أبي النور ونظرته للاحتلال المليئة بالكره، وإيمانه الراسخ بأن الاحتلال المريح هو خطيئة يتحمل مسؤوليتها أولئك القابعين تحت الاحتلال. لذلك فقد توجه إلى ميدان العمل الجهادي وبشكل مباشر وكانت له مشاركات أكثر من مرة، ومن أهمها واشهرها دوره الداعم في إيواء ومساعدة الخلية المجاهدة التي قامت باختطاف الجندي الصهيوني «نحشون فاكسمان» في العام 1994 وكانت تلك العملية إحدى أكثر العمليات إيلاما والتي قامت بها كتائب القسام وعملت على زعزعة حكومة الاحتلال وإضعاف معنويات جنوده ودفع ثمنها أبو النور 27 شهرا من عمره في سجون الاحتلال نتيجة لهذا النشاط المقاوم.

### في سجن السلطة الفلسطينية (حركة فتح)
وفي مرحلة أوسلو، تلك المرحلة المظلمة من مراحل التاريخ الفلسطيني، دفع أبو النور ثمن مواقفه السياسية شأنه في ذلك شأن باقي قادة الحركة الإسلامية فاعتقل في سجون السلطة الفلسطينية التابعة لحركة فتح مرتين، ليخرج بعدها أصلب عودا وأكثر إصرارا على مواصلة الطريق.
ورغم قيامه بدور كبير ومميز في العمل الميداني والجهادي في الانتفاضة الأولى والثانية، كان صلاح من الوجوه السياسية المعروفة في حماس، فكان ممثل الحركة في لجنة التنسيق الفصائلي في محافظة نابلس، وعرف بمواقفه التوفيقية والتجميعية ما جعله محل إجماع وقبول من الجميع. أما تألق صلاح وأكثر أيامه عطاء وتضحية فكانت خلال انتفاضة الأقصى فقد برز كقائد جماهيري وشعبي ينظم ويجمع ويقود، وقد تمتع بعلاقات واسعة ومميزة ليس في أوساط حماس فحسب، بل تجاوز ذلك ليشمل كل الشرائح والفصائل الفلسطينية في المنطقة.
أما همّ صلاح الذي كان يظهر على ملامحه ويحرق قلبه فهو قافلة الشهداء التي كانت تتوالى في كل يوم ودموع أمهاتهم تلهب الأكباد وعيون أطفالهم البريئة تسأل: لماذا يقتل آباؤنا؟ ولا أحد يرد لنا الكرامة. ألا يوجد حرّ أبيّ يشفي صدورنا. فكان له دور أساسي في إعادة إحياء العمل الجهادي المقاوم في المنطقة، وكان هو وبعض إخوانه حماة ودعاة لهذا الجهد حتى نضج العمل وتفجرت الطاقات المكبوتة وتفرعت الشجرة أغصانا، فكانت كتائب القسام في منطقة نابلس رائدة العمل الجهادي في السنوات الأخيرة من النتفاضة الثانية وآذت الاحتلال وأقضت مضجعه، فراح يتخبط في تصرفاته، يقصف ويغتال خيرة شباب حماس حقدا وقهرا لما أصابه، وكان أبو النور من أوائل القادة الذين استهدفتهم قوات الاحتلال.

## اغتياله
ولما بدأت قوات الاحتلال تصب جام غضبها على حركة حماس وتستهدف قادتها اتجهت أنظار المحبين والمخلصين إلى قادة حماس وكأنهم قد أيقنوا ببصيرة المؤمنين أن هذه الثلة من الرجال الأفذاذ قد اقترب أجلها وأن الاحتلال لا محالة سيستهدفهم بطريقة أو بأخرى. فبادر بعض الأخوة إلى إسداء النصح لأبي النور بضرورة أخذ جانب الحيطة والحذر في تحركاته. أحد الأخوة كان معه في منتصف الليلة السابقة لحادثة الاغتيال وعمد إلى إقناعه بضرورة تغيير سيارته التي أصبحت معروفة للجميع ويسهل مراقبتها بحيث تكون هدفا سهلا في كل الأوقات، وبعد أخذٍ وردّ استجاب أبو النور لطلبه ووافق على تغييرها، لكن الله أراد أمرا آخر، فبعد ساعات قلائل من ذلك الحديث كان أبو النور على موعد مع ربه، فما إن دقت الساعة الثانية عشرة من ظهر يوم الأربعاء 4 جمادى الأول 1422 هـ - الموافق 25/7/2001 م حتى أطلقت طائرات الاحتلال الإسرائيلي خمسة صواريخ على سيارته وهو بداخلها فحولتها إلى كومة من الحديد وتمزق جسده الطاهر وتحول إلى أشلاء متناثرة ومتفحمة ولم يبق من الجسد سوى قدميه وحذائه.
ويروي أحد إخوان الشهيد صلاح دروزة أنه وأثناء وجوده في التحقيق بعد عدة أشهر من استشهاد صلاح كانت الكلمات تتسرب من المحققين الصهاينة بأن صلاح قد أوقع بهم من الأذى أضعاف ما كان من جيوش وقادة في دول أخرى، فازداد حبه له لما رأى من حقد الصهاينة عليه.

## محاولة اعتقاله بعد اغتياله
قوات من جيش الاحتلال الإسرائيلية في 7 مايو 2013 اقتحمت منزل صلاح دروزة بعد منتصف الليل، وقامت بتفجير الأبواب، ودخلت تسأل عن الشهيد صلاح دروزة، وردت زوجة الشهيد عليهم: «لقد قتلتموه قبل أحد عشر عاماً اذهبوا واعتقلوه من المقبرة»، فقام الجنود باعتقال عز الدين أحد أبناء الشهيد.

### ردود فعل
قال فؤاد الخفش مدير مركز أحرار لدراسات الأسرى وحقوق الإنسان، إن عملية السؤال عن الشهيد صلاح بعد 11 عاماً من اغتياله توضح مدى حقد الاحتلال على الشهيد وأسرته، وعملية اعتقال نجله عز الدين محاولة للانتقام من العائلة والتنكيل بأسر الشهداء.
وطالب المؤسسات الحقوقية ومنظمات حقوق الإنسان التدخل السريع والعاجل من أجل تأمين الإفراج عن الأسير عز الدين وجميع المعتقلين، ووقف عمليات اقتحام مدن الضفة الغربية في كل يوم.

## وصلات خارجية
- القائد صلاح دروزة.. محطات حاضرة بعد 15 عاما على الاستشهاد, المركز الفلسطيني للإعلام 25 يوليو 2016

- الاحتلال يقتحم منزل الشهيد صلاح الدين دروزة ويعتقل نجله , المركز الفلسطيني للإعلام 8 مايو 2013